# Вабкент (футбольний клуб)
Футбольний Клуб «Вабкент» (Вабкент) або просто «Вабкент» (узб. «Vobkent» futbol klubi) — професіональний узбецький футбольний клуб з міста Вабкент Бухарської області.

## Історія
Футбольний Клуб «Вабкент» було засновано в однойменному місті в 2002 році. В 2003 році команда посіла перше місце в фінальній частині чемпіонату в Другій лізі та здобула путівку до Першої ліги. І 2006 році посів друге місце в лізі та отримав можливість виступати у Вищій лізі. Дебют у найвищому дивізіоні був дуже невдалим — останнє, 16-те, місце та повернення у Першу лігу. 18 травня 2008 року, після 8-ми зіграних матчів у чемпіонаті, через фінансові причини клуб припинив виступи в чемпіонаті та був розформований.

## Досягнення
- Чемпіонат Узбекистану
  - 16-те місце (1): 2007

- Перша ліга Узбекистану
  -  Срібний призер (1): 2006

- Друга ліга Узбекистану
  -  Чемпіон (1): 2003

- Кубок Узбекистану:
  - 1/8 фіналу (3): 2004, 2006, 2007

## Відомі гравці
- Максуд Карімов